# Cardedeu
Cardedeu és una vila i municipi de la comarca del Vallès Oriental amb una població de 18.357 habitants (2019).

## Orígens toponímics
Pel topònim confús que dona nom a la vila s'han considerat diverses possibilitats, però sembla que la més acceptada és la de Francesc de B. Moll que proposa que l'origen del mot Cardedeu prové de Car (quer) de Deu, que significaria "penyal de font". No es considera admissible fonèticament la proposta de Balari i Jovany, segons la qual el topònim derivaria de quercitulum (alzinar petit). Tot i això la confusió toponímica s'ha perpetuat en l'escut municipal, que té representades tres flors de card daurades, cosa que comporta equívocs sobre l'origen del nom de la vila.

## Geografia
- Llista de topònims de Cardedeu (Orografia: muntanyes, serres, collades, indrets..; hidrografia: rius, fonts...; edificis: cases, masies, esglésies, etc).

|                           | Cànoves i Samalús | Sant Pere de Vilamajor   |
| les Franqueses del Vallès |                   | Sant Antoni de Vilamajor |
| la Roca del Vallès        |                   | Llinars del Vallès       |

El municipi, que té una extensió de 12,89 km², és emplaçat en plena depressió prelitoral, entre la serralada litoral i el massís del Montseny. És travessat per la riera de Vallfornès, coneguda més popularment com a riera de Cànoves, afluent del Mogent que, alhora, és afluent del Besòs. El punt més elevat del municipi està situat al nord-oest del terme, prop de l'ermita de Sant Hilari (310 m), mentre que el més baix és al sud, a la vall del riu Mogent (155 m); l'altitud mitjana de la vila és, doncs, de 198 m sobre el nivell del mar. La longitud màxima és, de nord a sud, de 6,3 km i, d'est a oest, de 3,7 km.
El terme municipal limita, al nord, amb Cànoves i Samalús i, a un punt conegut com la Pedra Foradada, amb Sant Pere de Vilamajor; a llevant, amb Sant Antoni de Vilamajor a través del veïnat de Sant Julià d'Alfou; al sud-est, amb Llinars del Vallès; al sud-oest, amb La Roca del Vallès (veïnats de Santa Agnès de Malanyanes, el Castell de Bell-lloc i el Manso de Vilalba); i, al nord-oest, amb les Franqueses del Vallès a través dels veïnats de Marata i Corró d'Amunt.
Distant 9 km de la capital de comarca, Granollers, i 38 km de Barcelona, Cardedeu és un poble molt accessible perquè compta amb un gran nombre de vies de comunicació, com ara l'autopista AP-7 (sortida 12, Cardedeu - La Roca), la carretera comarcal C-251 que travessa el nucli urbà, la C-35 (variant de Cardedeu i Llinars del Vallès), i les carreteres locals a Cànoves, Dosrius i La Roca del Vallès. La vila també és zona de pas de la via ferroviària Barcelona - Portbou, s'hi aturen combois de la línia R2 Nord de Rodalies cada deu minuts al matí i cada mitja hora la resta del dia.
El paisatge circumdant, tot i que actualment es troba força urbanitzat, encara conserva les característiques pròpies de la plana vallesana amb una zona, coneguda com el Rial, a l'est de la riera, dominada per conreus cerealistes i explotacions ramaderes; a ponent, el terreny, de característiques argiloses, és més elevat i el paisatge és dominat per valls suaus i petits turons que configuren un mosaic de camps i retalls de bosc mediterrani; al sud, on predomina un paisatge densament urbanitzat, hi ha el polígon industrial Sud, la carena del parc de la Serreta, la vall del riu Mogent i l'autopista AP-7.

## Clima

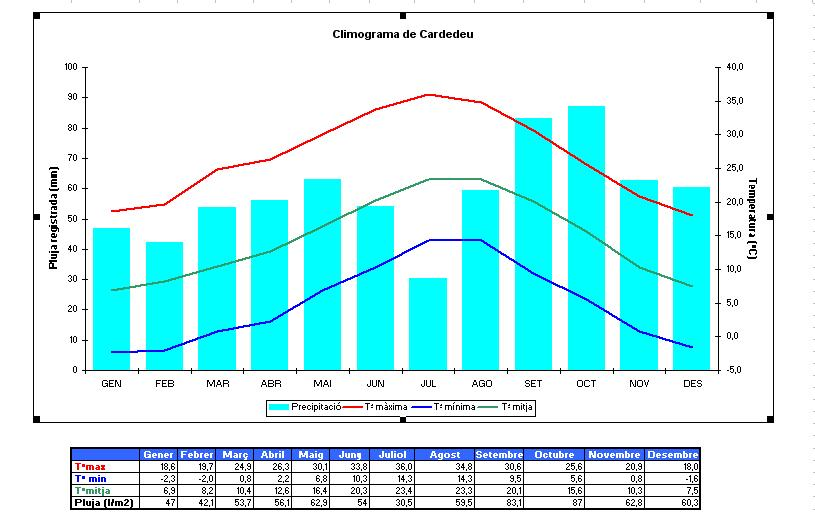
Climograma de Cardedeu.

| 1953-2003                | gen  | feb  | mar  | abr  | maig | jun  | jul  | ago  | set  | oct  | nov  | des  | Total |
| ------------------------ | ---- | ---- | ---- | ---- | ---- | ---- | ---- | ---- | ---- | ---- | ---- | ---- | ----- |
| Temperatura màxima (°C)  | 18,6 | 19,7 | 24,9 | 26,3 | 30,1 | 33,8 | 36,0 | 34,8 | 30,6 | 25,6 | 20,9 | 18,0 | 26,6  |
| Temperatura mínima (°C)  | -2,3 | -2,0 | 0,8  | 2,2  | 6,8  | 10,3 | 14,3 | 14,3 | 9,5  | 5,6  | 0,8  | -1,6 | 4,9   |
| Temperatura mitjana (°C) | 6,9  | 8,2  | 10,4 | 12,6 | 16,4 | 20,3 | 23,4 | 23,3 | 20,1 | 15,6 | 10,3 | 7,5  | 14,6  |
| Precipitacions (mm)      | 47   | 42,1 | 53,7 | 56,1 | 62,9 | 54   | 30,5 | 59,5 | 83,1 | 87   | 62,8 | 60,3 | 699   |

| Dades climàtiques a Cardedeu (1971-2000) | Dades climàtiques a Cardedeu (1971-2000) | Dades climàtiques a Cardedeu (1971-2000) | Dades climàtiques a Cardedeu (1971-2000) | Dades climàtiques a Cardedeu (1971-2000) | Dades climàtiques a Cardedeu (1971-2000) | Dades climàtiques a Cardedeu (1971-2000) | Dades climàtiques a Cardedeu (1971-2000) | Dades climàtiques a Cardedeu (1971-2000) | Dades climàtiques a Cardedeu (1971-2000) | Dades climàtiques a Cardedeu (1971-2000) | Dades climàtiques a Cardedeu (1971-2000) | Dades climàtiques a Cardedeu (1971-2000) | Dades climàtiques a Cardedeu (1971-2000) |
| Mes                                      | gen                                      | febr                                     | març                                     | abr                                      | maig                                     | juny                                     | jul                                      | ag                                       | set                                      | oct                                      | nov                                      | des                                      | anual                                    |
| ---------------------------------------- | ---------------------------------------- | ---------------------------------------- | ---------------------------------------- | ---------------------------------------- | ---------------------------------------- | ---------------------------------------- | ---------------------------------------- | ---------------------------------------- | ---------------------------------------- | ---------------------------------------- | ---------------------------------------- | ---------------------------------------- | ---------------------------------------- |
| Màxima rècord °C (°F)                    | 21.6 (70.9)                              | 24.2 (75.6)                              | 27.7 (81.9)                              | 28.0 (82.4)                              | 31.3 (88.3)                              | 36.2 (97.2)                              | 42.1 (107.8)                             | 39.6 (103.3)                             | 36.5 (97.7)                              | 30.5 (86.9)                              | 27.2 (81)                                | 21.0 (69.8)                              | 42.1 (107.8)                             |
| Màxima mitjana °C (°F)                   | 12.5 (54.5)                              | 14.4 (57.9)                              | 16.7 (62.1)                              | 18.5 (65.3)                              | 22.2 (72)                                | 26.0 (78.8)                              | 29.9 (85.8)                              | 29.5 (85.1)                              | 25.7 (78.3)                              | 20.8 (69.4)                              | 15.6 (60.1)                              | 12.9 (55.2)                              | 20.4 (68.7)                              |
| Mitjana diària °C (°F)                   | 7.2 (45)                                 | 8.7 (47.7)                               | 10.7 (51.3)                              | 12.6 (54.7)                              | 16.4 (61.5)                              | 20.2 (68.4)                              | 23.6 (74.5)                              | 23.5 (74.3)                              | 20.2 (68.4)                              | 15.6 (60.1)                              | 10.6 (51.1)                              | 8.0 (46.4)                               | 14.8 (58.6)                              |
| Mínima mitjana °C (°F)                   | 1.9 (35.4)                               | 2.9 (37.2)                               | 4.6 (40.3)                               | 6.6 (43.9)                               | 10.5 (50.9)                              | 14.3 (57.7)                              | 17.2 (63)                                | 17.6 (63.7)                              | 14.7 (58.5)                              | 10.4 (50.7)                              | 5.6 (42.1)                               | 3.1 (37.6)                               | 9.2 (48.6)                               |
| Mínima rècord °C (°F)                    | −12.2 (10)                               | −6.5 (20.3)                              | −7.1 (19.2)                              | −1.4 (29.5)                              | 1.3 (34.3)                               | 5.6 (42.1)                               | 8.5 (47.3)                               | 9.1 (48.4)                               | 4.8 (40.6)                               | −0.2 (31.6)                              | −5.6 (21.9)                              | −7.3 (18.9)                              | −12.2 (10)                               |
| Precipitació mitjana mm (polzades)       | 49.9 (1.965)                             | 36.1 (1.421)                             | 49.1 (1.933)                             | 57.2 (2.252)                             | 67.4 (2.654)                             | 60.3 (2.374)                             | 28.6 (1.126)                             | 58.0 (2.283)                             | 81.9 (3.224)                             | 79.7 (3.138)                             | 64.3 (2.531)                             | 63.4 (2.496)                             | 696.0 (27.402)                           |
| Mitjana de dies de pluja                 | 6.5                                      | 5.6                                      | 6.9                                      | 8.5                                      | 9.2                                      | 7.4                                      | 4.3                                      | 6.3                                      | 7.7                                      | 7.8                                      | 6.7                                      | 7.1                                      | 84.1                                     |
| Mitjana de dies de gelada                | 11.2                                     | 6.3                                      | 3.0                                      | 0.5                                      | 0.0                                      | 0.0                                      | 0.0                                      | 0.0                                      | 0.0                                      | 0.1                                      | 3.1                                      | 8.0                                      | 32.2                                     |
| Font: Servei Meteorològic de Catalunya   |                                          |                                          |                                          |                                          |                                          |                                          |                                          |                                          |                                          |                                          |                                          |                                          |                                          |

## Història
La depressió prelitoral ha estat i és el principal corredor natural del continent europeu a la península Ibèrica, consta de planes fèrtils, un clima suau i certa proximitat al mar, per això els Països Catalans han estat habitats des de temps immemorials. Trobem restes megalítiques al Pla de Pins Rosers. En època romana, pel bell mig del Vallès hi passava la via Augusta i diverses vies secundàries; de fet hi trobem un gran nombre de restes romanes, massa sovint desateses pel seu caràcter poc espectacular. A Cardedeu són nombroses les masies i els camps de conreu on s'ha trobat restes de terrissa d'aquella època com ara a Ca l'Alzina o el Pla del Rifanyés.

### Orígens medievals
Cardedeu és una vila d'origen medieval, ja que la primera referència escrita que es coneix data de l'any 941, quan apareix el nom de Carotitulo, mentre que la parròquia de Santa Maria està documentada des del 1012 com a pertanyent al terme de jurisdicció reial del castell de Vilamajor, (Batllia de Vilamajor) juntament amb les parròquies de Santa Susanna de Vilamajor, Sant Pere de Vilamajor i Sant Julià del Fou. En aquella època el poblament deuria ser de caràcter disseminat, amb diverses viles rurals i masos.
L'any 1264 trobant-se de pas el rei Jaume I el Conqueridor a Cardedeu va concedir el privilegi de resoldre les causes criminals i els plets civils, a excepció dels homicidis i les apel·lacions, davant del batlle de Vilamajor en comptes del de Barcelona. Més endavant, el 12 de maig de 1272 a Girona, el rei signava la carta de poblament de la vila de Cardedol, concedint que es pogués construir una muralla, celebrar mercat els dimecres i una fira per la Santa Creu de setembre, alhora que s'eximia la població de pagar alguns impostos. També va manar que hi passés el camí reial que menava de Barcelona a França nomenant les famílies Montells i Lledó com a encarregades de fer complir les disposicions establertes. D'aquesta manera Cardedeu adquiria definitivament caràcter urbà.
L'any 1328 la batllia de Vilamajor va ser cedida per Alfons III a Berenguer de Sentmenat per premiar els seus serveis a la corona. Després de diversos anys de malestar, les quatre parròquies tornaren a mans reials, però el 1381 el futur Joan I venia la batllia a perpetuïtat a Bernat IV de Cabrera per tal de saldar deutes de la corona. Tres anys després, un pacte entre els prohoms de la batllia i consellers de la ciutat de Barcelona aconseguia que les parròquies de Vilamajor fossin nomenades "carrer i braç de la Ciutat de Barcelona", obtenint els drets i deures de dita ciutat i retornant al patrimoni reial.

### Època moderna
La segregació de Cardedeu es feu efectiva l'any 1599, quan Felip II concedí la separació de Cardedeu de Vilamajor, i tot i que per alguns afers encara actuarien junts durant uns anys, a partir d'aquest moment ja tindrien batlles propis i constituirien municipis diferenciats.
Entre els diversos fets calamitosos registrats històricament durant aquesta època destaquen el terratrèmol a Catalunya del 25 de maig de 1448, que tingué l'epicentre entre Cardedeu i Llinars del Vallès i provocà més d'un centenar de víctimes, així com l'esfondrament de part del campanar i de diverses cases, el saqueig i incendi de la vila per part de les tropes castellanes l'any 1640 en plena Guerra dels Segadors, i les inundacions de 1776 i 1777.
Malgrat aquestes desgràcies la vila de Cardedeu, situada en un punt estratègic per les vies de comunicació entre Barcelona, Girona i França, anirà creixent lentament i prosperant fins a assolir l'any 1787 una població de 1085 habitants segons els cens de Floridablanca.

### Seglexix
El segle xix fou una mescla de progrés i destacats fets violents. Així doncs, durant la Guerra del Francès es cremen diversos masos com ara Can Bas i Can Font de la Perera entre d'altres, i al 16 de desembre de 1808 es lliura al torrent del Fou, entre Cardedeu i Llinars del Vallès, la batalla de Llinars entre espanyols i francesos, que acaba amb el triomf dels segons, capitanejats pel general Laurent Gouvion Saint-Cyr. Les tropes napoleòniques entren a Cardedeu i sense trobar resistència arriben a Barcelona, on trenquen el bloqueig de Barcelona i alliberen les guarnicions franceses. D'aquesta batalla el francès Jean Charles Langlois en farà un gravat anomenat La bataille de Cardedeu que es pot contemplar actualment al Museu del Louvre a París.
Gràcies a l'arribada del tren (1860) i el pas de la carretera de Caldes a Sant Celoni (1864) el municipi experimentarà un lleu creixement i anirà esdevenint una vila moderna. Aquest progrés tan sols serà interromput pels lamentables fets ocorreguts el 1873, quan en diverses ocasions les tropes carlines entren a la vila i cremen l'arxiu municipal (28 de maig), així com l'ajuntament, l'església i l'estació (6 de novembre). Fou en aquesta última ocasió quan una quarantena de defensors del règim instaurat es refugiaren al campanar de l'església i després de rendir-se sota la promesa que se'ls hi respectaria la vida foren afusellats sense contemplacions.

### Vila d'estiueig
Un cop passades les guerres carlines fou quan a Cardedeu començà a tenir especial importància el fenomen de l'estiueig, amb les primeres vil·les construïdes l'any 1880. Els arquitectes més destacats que hi intervingueren foren: Eduard Balcells, Ramon Puig i Giralt, Josep Maria Ros i Vila, i el més conegut de tots, Manuel Raspall, que deixaren un valuós patrimoni arquitectònic encara ara conservat.
La conversió en Vila d'estiueig fou una conseqüència de l'arribada del tren el dia 1 de setembre del 1860. Marià Borrell aconseguí modificar el projecte de traçat de la línia fèrria, que originàriament havia de passar per La Roca.
Entre els estiuejants que escolliren Cardedeu a finals del segle xix i primeries del XX hi ha figures com els senadors Josep Vilaseca i Moragues i Josep Daurella i Rull, els alcaldes de Barcelona Marià Borrell i Joan Amat i Sormani, o el diputat de corts per la Lliga Regionalista Joan Lligé i Pagès, a més de diferents industrials, banquers i professionals liberals.
El 18 d'agost de 1907 es van celebrar els Jocs Florals de Cardedeu amb la lectura del discurs d'inauguració per part de Josep Carner. Un altre escriptor català de renom que visità la població en diverses ocasions va ser Santiago Rusiñol, qui en alguna ocasió es desplaçà des de Llinars per gaudir de representacions de cardedeuencs aficionats al teatre al Gran Casino del Vallès.

## Esdeveniments històrics
- 941 – Primera referència escrita de Cardedeu sota el nom de Carotitulo.
- 1012 – Primera referència escrita de la parròquia de Santa Maria de Cardedeu.
- 1127 – S'esmenta el Mas Sant Hilari.
- 1264 – Jaume I fa nit a Cardedeu camí de Perpinyà.
- 1272 – El rei Jaume I concedeix la carta de repoblació a Cardedeu.
- 1279 – Pere II resta dos dies a Cardedeu, fent saber que el mercat serà el dimarts en lloc del dilluns.
- 1328 – Alfons III dona la jurisdicció de la batllia de Vilamajor a Berenguer de Sentmenat pels seus serveis a la corona.
- 1345 – Revolta dels habitants de les quatre parròquies contra Jaufred de Sentmenat, que és assassinat a la masia de Can Terrades del Rieral.
- 1381 – L'Infant Joan ven a perpetuïtat les parròquies de Vilamajor, Cardedeu, el Fou i Santa Susanna a Bernat IV de Cabrera.
- 1384 – Se signa el pacte pel qual les quatre parròquies esdevenen carrer i braç de Barcelona i deixen d'estar sota el jou feudal.
- 1448 - El 25 de maig hi ha un terratrèmol que provoca un centenar de víctimes i nombrosos desperfectes.
- 1470 – A Cardedeu hi ha 51 focs i 2 capellans (entre 205 i 257 persones aprox.).
- 1599 – Felip III concedeix la separació de la universitat de Cardedeu de la de Vilamajor (Vilamagore). Comença l'autonomia del municipi.
- 1640 – Aixecaments a Cardedeu, com en altres poblacions del Vallès, contra els soldats castellans, que saquegen i incendien part de la vila.
- 1776-1777 – Desbordament de la riera i inundació del nucli de la Vila.
- 1787 – Cens de Floridablanca: 1.085 habitants.
- 1808 – Les tropes napoleòniques del general Saint Cyr, situades a Llinars, vencen a les espanyoles comandades pel general Vives entrant a Cardedeu i trobant el pas lliure fins a Barcelona.
- 1860 - Arribada del tren.
- 1873 – Ocupació de la Vila per part de les tropes carlines de Savalls i Miret, que cremen l'Església i l'Ajuntament, i afusellen els 25 liberals que s'havien refugiat al campanar.
- 1907 – Jocs Florals de Cardedeu
- 1930-31 – I i II Concursos d'Aviació.
- 1932-33 – Primers aplecs de Sardanes
- 1939 – (29 de gener) Entren les tropes nacionals a la Vila.
- 1953 – Inauguració del II Seminari Dominicà a l'Estat Espanyol.
- 1981 – Primeres emissions regulars de Radio Televisió Cardedeu. Primera televisió local dels Països Catalans i de l'Estat Espanyol.

## Demografia

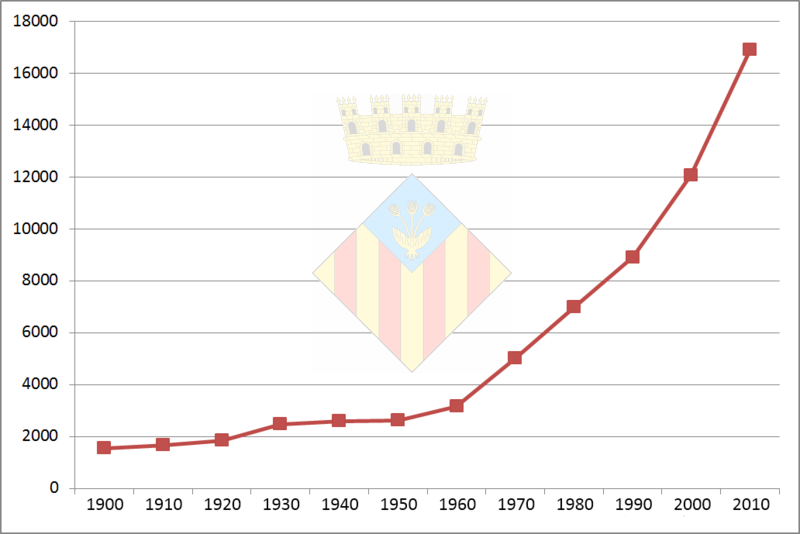
Evolució demogràfica de Cardedeu (1900-2010)

Cardedeu ha crescut molt degut a les facilitats en les comunicacions, això ha permès que molta gent que vivia i treballava a Barcelona pogués fer-se una casa o comprar-se un pis fora de la gran ciutat. Això ha provocat que aquesta vila sigui una de les poblacions que ha crescut més al Vallès Oriental en els últims 10 anys.
| 1497 f | 1515 f | 1553 f | 1717 | 1787  | 1857  | 1877  | 1887  | 1900  | 1910  |
| ------ | ------ | ------ | ---- | ----- | ----- | ----- | ----- | ----- | ----- |
| 64     | 84     | 88     | 765  | 1.085 | 1.693 | 1.489 | 1.494 | 1.533 | 1.671 |

| 1920  | 1930  | 1940  | 1950  | 1960  | 1970  | 1981  | 1990  | 1992  | 1994  |
| ----- | ----- | ----- | ----- | ----- | ----- | ----- | ----- | ----- | ----- |
| 1.843 | 2.477 | 2.596 | 2.619 | 3.156 | 5.017 | 7.240 | 8.911 | 9.214 | 9.214 |

| 1996   | 1998   | 2000   | 2002   | 2004   | 2006   | 2008   | 2010   | 2012   | 2014   |
| ------ | ------ | ------ | ------ | ------ | ------ | ------ | ------ | ------ | ------ |
| 10.805 | 11.317 | 12.078 | 13.167 | 14.514 | 15.561 | 16.102 | 16.897 | 17.427 | 17.698 |

| 2016   | 2018   | 2020   | 2022   | 2024   | 2026 | 2028 | 2030 | 2032 | 2034 |
| ------ | ------ | ------ | ------ | ------ | ---- | ---- | ---- | ---- | ---- |
| 18.158 | 18.165 | 18.424 | 18.785 | 19.064 | -    | -    | -    | -    | -    |

## Política

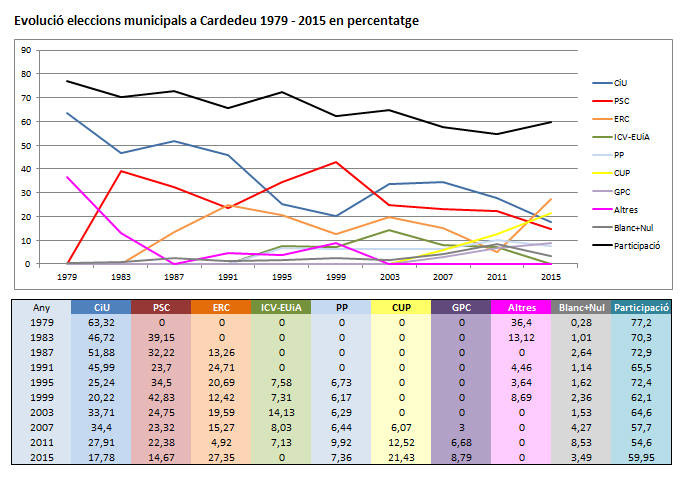
Històric de les eleccions Municipals de Cardedeu 1979-2015

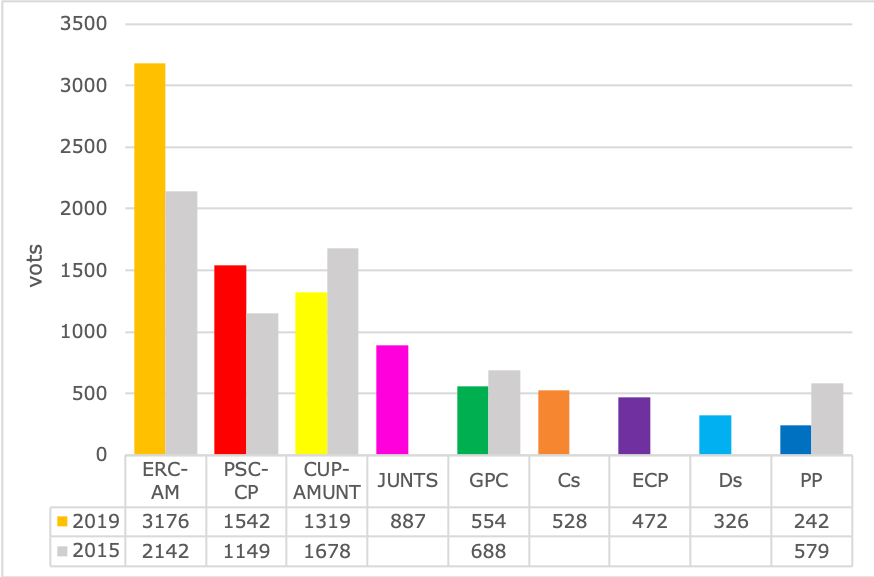
Resultat eleccions municipals del 2019 a Cardedeu

Vegeu: Llista d'alcaldes de Cardedeu des de l'any 1895.
| Legislatura | Nom de l'alcalde             | Partit Polític |
| ----------- | ---------------------------- | -------------- |
| 1979-1983   | Ramon Comas i Duran          | CiU            |
| 1983-1987   | Ramon Comas i Duran          | CiU            |
| 1987-1991   | Ramon Comas i Duran          | CiU            |
| 1991-1995   | Ramon Comas i Duran          | CiU            |
| 1995-1999   | Cristina Viader i Anfrons    | PSC            |
| 1999-2003   | Cristina Viader i Anfrons    | PSC            |
| 2003-2005   | Joaquim Om i Tubau           | ERC            |
| 2005-2007   | Montserrat Cots Àlvarez      | PSC            |
| 2007-2008   | Joan Masferrer i Sala        | ERC            |
| 2008-2011   | Calamanda Vila i Borralleras | CiU            |
| 2011-2015   | Calamanda Vila i Borralleras | CiU            |
| 2015-2023   | Enric Olivé i Manté          | ERC            |
| 2023-       | Josep Quesada                | PSC            |

| Eleccions municipals de 26 de maig de 2019 - Cardedeu                                                                |                                                               |                                     |                                     |         |           |          |
| Candidatura | Candidatura                                                   | Candidatura                         | Cap de llista                       | Vots    | Vots      | Regidors |
| | Esquerra Republicana de Catalunya - Acord Municipal           |                                     | Enric Olivé i Manté                 | 3176    | 34,80     | 7 (+2)   |
| | Partit dels Socialistes de Catalunya - Candidatura de Progrés |                                     | Josep Quesada Tornero               | 1542    | 16,89     | 3        |
| | Candidatura d'Unitat Popular - Alternativa Municipalista      |                                     | Benet Fusté Espargaró               | 1319    | 14,45     | 2 (-2)   |
| | Junts per Cardedeu                                            |                                     | Jordi Nadal i Cantó                 | 887     | 9,72      | 2        |
| | Gent pel Canvi                                                |                                     | Alvaro Blanco Alvarez               | 554     | 6,07      | 1        |
| | Ciutadans                                                     |                                     | Enrique Jimeno Fernández            | 528     | 5,79      | 1 (+1)   |
| | Cardedeu en Comú Podem - En Comú Guanyem                      |                                     | Enrique Fuentes Alvarez             | 473     | 2,65      | 1 (+1)   |
| | Altres candidatures                                           |                                     |                                     | 568     | 6,22 %    | 0 ( -1)  |
| | Vots en blanc                                                 |                                     |                                     | 81      | 0,89 %    |          |
| Total vots vàlids i regidors                                                                                         | Total vots vàlids i regidors                                  | Total vots vàlids i regidors        | Total vots vàlids i regidors        | '       | 100 %     | 17       |
| | Vots nuls                                                     | Vots nuls                           | Vots nuls                           | 42      | 0,46 %    |          |
| Participació (vots vàlids més nuls)                                                                                  | Participació (vots vàlids més nuls)                           | Participació (vots vàlids més nuls) | Participació (vots vàlids més nuls) | 9169    | 67,59 %** |          |
| Abstenció | Abstenció                                                     | Abstenció                           | Abstenció                           | 4369*   | 32,41 %** |          |
| Total cens electoral                                                                                                 | Total cens electoral                                          | Total cens electoral                | Total cens electoral                | 13.176* | 100 %**   |          |
| Alcalde: Enric Olivé i Manté (ERC-AM)                                                                                |                                                               |                                     |                                     |         |           |          |
| Fonts: Ministeri de l'Interior d'Espanya. (* No són vots sinó electors. ** Percentatge respecte del cens electoral.) |                                                               |                                     |                                     |         |           |          |

Eleccions 2015
Abans de començar la campanya res feia preveure els resultats de les eleccions del 24 de maig. L'enquesta que fan els instituts de Cardedeu, que acostuma a encertar els resultats no va ser aquest any una font fiable. La campanya es va veure marcada per la proposta de fer la ronda oest que probablement va restar vots a Convergència al darrer moment. La CUP es va veure beneficiada que ICV no es presentés a les eleccions per primera vegada des de l'any 1995, passant de 2 a 4 regidors. Esquerra Repúblicana que tenia només 1 regidor degut al desgast de la legislatura anterior sumat al desgast que patia el partit a nivell nacional va fer un salt espectacular de ser la darrera força a la primera.
Esquerra i la CUP governaran a Cardedeu aquesta legislatura, fent d'alcalde l'Enric Olivé i repartint-se la resta de regidories entre les dues formacions.

### Legislatura 2011 - 2015
Les eleccions municipals a Catalunya de 2011 van donar com força més votada a CiU amb 6 regidors. Les eleccions es van veure marcades per l'entrada al consistori del partit Gent pel Canvi (GpC), la baixada d'ERC, i la pujada de CUP i PP. Amb 7 partits polítics amb representació a l'ajuntament, la política de grans pactes amb diferents forces polítiques havia de ser una constant al llarg de la legislatura. Convergència va començar governant en solitari i va intentar pactes amb diferents partits sense èxit. Finalment el 24 de novembre, durant el ple municipal, es feu públic l'acord entre CiU, PP i GpC per governar plegats. Els regidors del PP ocuparien la regidoria de Comerç i eficiència energètica, i el de Gent pel Canvi la de Serveis Socials i Gent Gran.
Al cap de dos anys però degut a problemes com la denuncia pel mural independentista van trencar el pacte de govern i CiU va acabar la legislatura governant en solitari.

### Antecedents
De l'any 1979 fins a l'any 1995 a Cardedeu va governar Convergència i Unió en solitari. La legislatura de l'any 1995 al 1999 van governar en coalició el Partit Socialista amb Esquerra Republicana i Iniciativa per Catalunya. La legislatura del 1999 a l'any 2003 van governar el Partit Socialista amb Iniciativa per Catalunya. Les eleccions del 2003 va guanyar CiU, no ho feia des de l'any 1991, així i tot es va fer el tripartit format pel Partit Socialista, Esquerra Republicana i Iniciativa per Catalunya. Es van repartir l'alcaldia, dos anys per ERC (2003-2005) i dos anys per al PSC (2005-2007). Les eleccions municipals a Catalunya del 2007 van donar com força més votada a CiU amb 7 regidors, la pujada de CiU i l'entrada de la CUP van fer que el tripartit (PSC+ERC+ICV) que manaven a Cardedeu fins aquell moment perdés la majoria absoluta. Després d'uns intensos dies de negociacions CiU i ERC van arribar a un acord per governar la vila de Cardedeu durant aquella legislatura. L'alcaldia la tindria el cap de llista d'Esquerra durant 1 any, en Joan Masferrer i Sala, i els següents 3 anys la cap de llista de CiU la Calamanda Vila i Borralleras.

### Consulta sobre la independència de Catalunya
El diumenge dia 13 de desembre de 2009, Cardedeu va ser una de les poblacions que van realitzar la consulta sobre la independència de Catalunya. Aquest van ser els resultats:
| Opció        | Vots | % Vots |
| ------------ | ---- | ------ |
| Sí           | 3174 | 91,63  |
| No           | 192  | 5,54   |
| Vot en blanc | 60   | 1,73   |
| Nul          | 38   | 1,10   |
| Total        | 3464 | 100    |

## Patrimoni arquitectònic

### El dolmen de Pins Rosers
El dolmen de Pins Rosers és un monument megalític situat a l'antic pla de Pins Rosers o pla Marsell, molt a la vora de l'antic camí ral, i que actualment forma part de la decoració dels jardins de l'empresa Aigües del Ter-Llobregat. Aquest monument forma un cercle irregular; al seu interior hi ha dolmen central. Està format per nou monòlits que en un inici estaven plantats verticalment; en l'actualitat però n'hi ha algun de tombat. Segons una llegenda recollida al Costumari Català d'en Joan Amades, les pedres que formen el dolmen formaven part d'un antic hostal on cada nit assassinaven als clients amb una guillotina. La criada de l'hostal i un jove van escapar d'allà amb vida i van explicar-ho als guàrdies que van detenir l'amo i van enderrocar l'edifici.

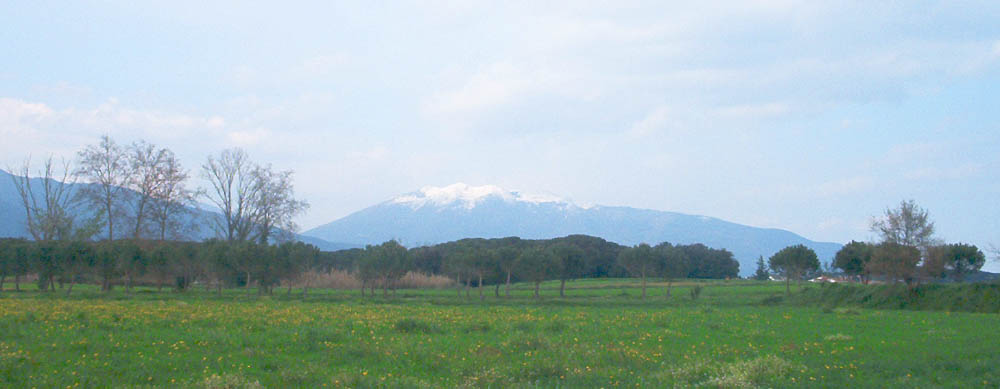
El Montseny des de Cardedeu.

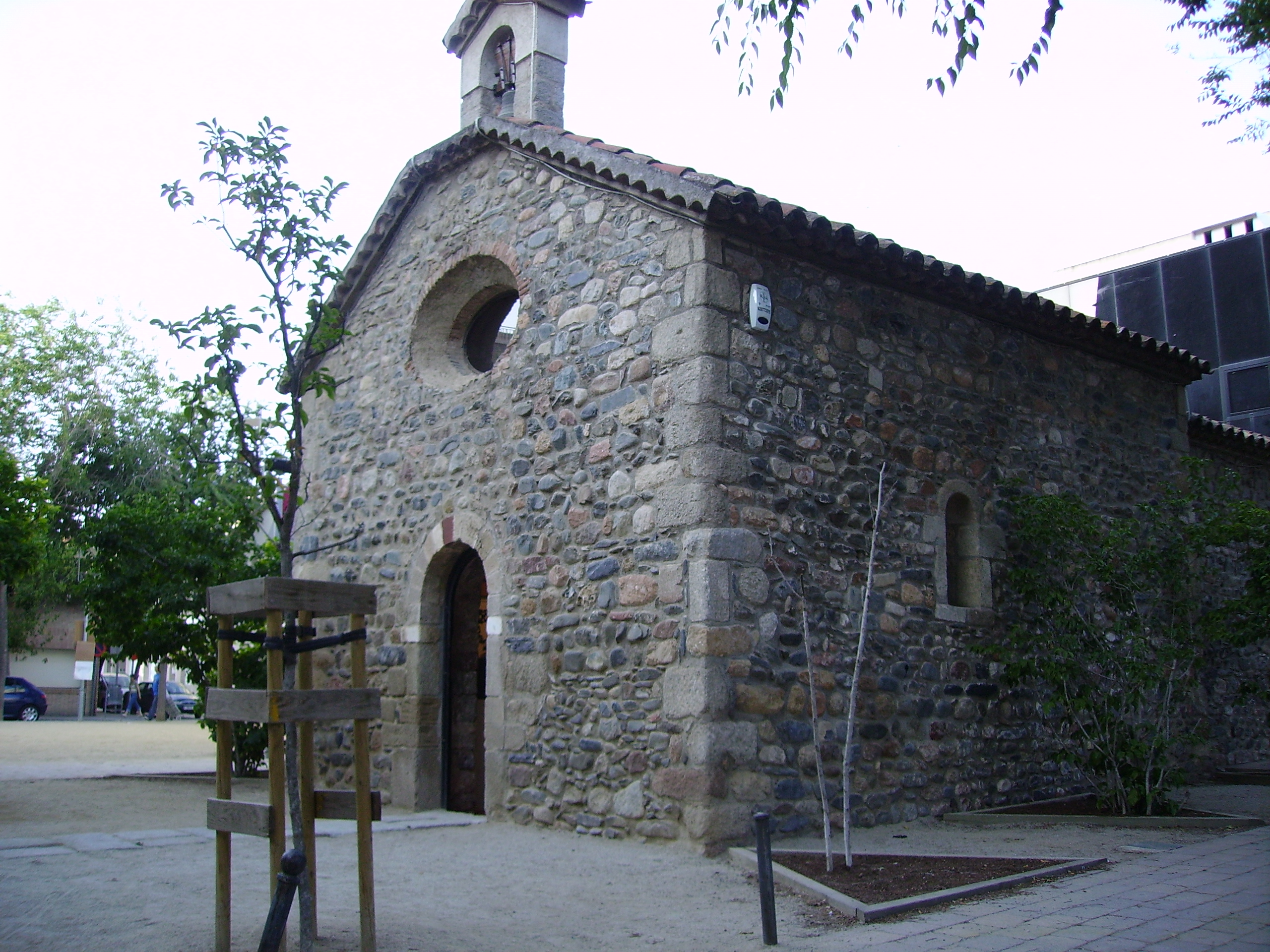
Església Romànica de Sant Corneli a Cardedeu.

### Església parroquial de Santa Maria
L'edifici actual va ser construït entre els segles xvi i xviii.
Amb tot, l'existència d'una comunitat cristiana a Cardedeu apareix citada per primera vegada en uns documents del segle xi, i les excavacions arqueològiques, així com algunes restes de mur visibles a la capçalera de l'església, donen testimoni d'un anterior edifici romànic. Durant la seva història recent, l'església parroquial ha estat cremada intencionadament dues vegades, el 1873, durant la Tercera guerra carlina, i el 1939, al final de la Guerra civil espanyola. Va ser reconstruïda per l'arquitecte municipal Josep Maria Ros i Vila.
De l'edifici d'època moderna, és de destacar el campanar, de planta quadrada, 27 metres d'alçària, amb gàrgoles zoomòrfiques i coronat amb merlets de tipus català. Conté quatre campanes, la més antiga de les quals ("Teresa"), va ser fosa a mitjans del segle xviii. També és notable la portalada escultòrica (datada el 1780), on es pot observar la Mare de Déu de l'Assumpció, damunt d'un entaulament renaixentista, on apareix l'escut de la vila, sostingut per dues cariàtides (representant la joventut i la vellesa). A l'interior de l'església destaca una pica baptismal del segle xvi i les pintures al fresc d'Antoni Vila Arrufat, que decoren la capella del Sagrament.

### Capella de Sant Corneli
De planta i basament preromànics, és una de les capelles més antigues de Cardedeu. Fou dedicada inicialment a Sant Corneli i Sant Cebrià. Al segle xii va acollir la confraria de Santa Maria i a partir de 1409 va passar a dependre del monestir de monges de Montalegre. Tot i la desamortització de 1870, en què va passar a ser propietat municipal, s'hi va conservar el culte fins a les primeres dècades del segle xx. Posteriorment va ser emprada per a múltiples funcions (magatzem, presó preventiva) fins que, entre 1971 i 1986, va esdevenir el local de l'Agrupació Coral Cardedeuenca, que la va mantenir i restaurar. El 1992 es va procedir a l'enderroc de diversos edificis adossats a la capella, deixant-la aïllada i visible des de tots els angles. Actualment s'hi presenten regularment exposicions de temàtica local i d'art contemporani.

### Farmàcia Balvey

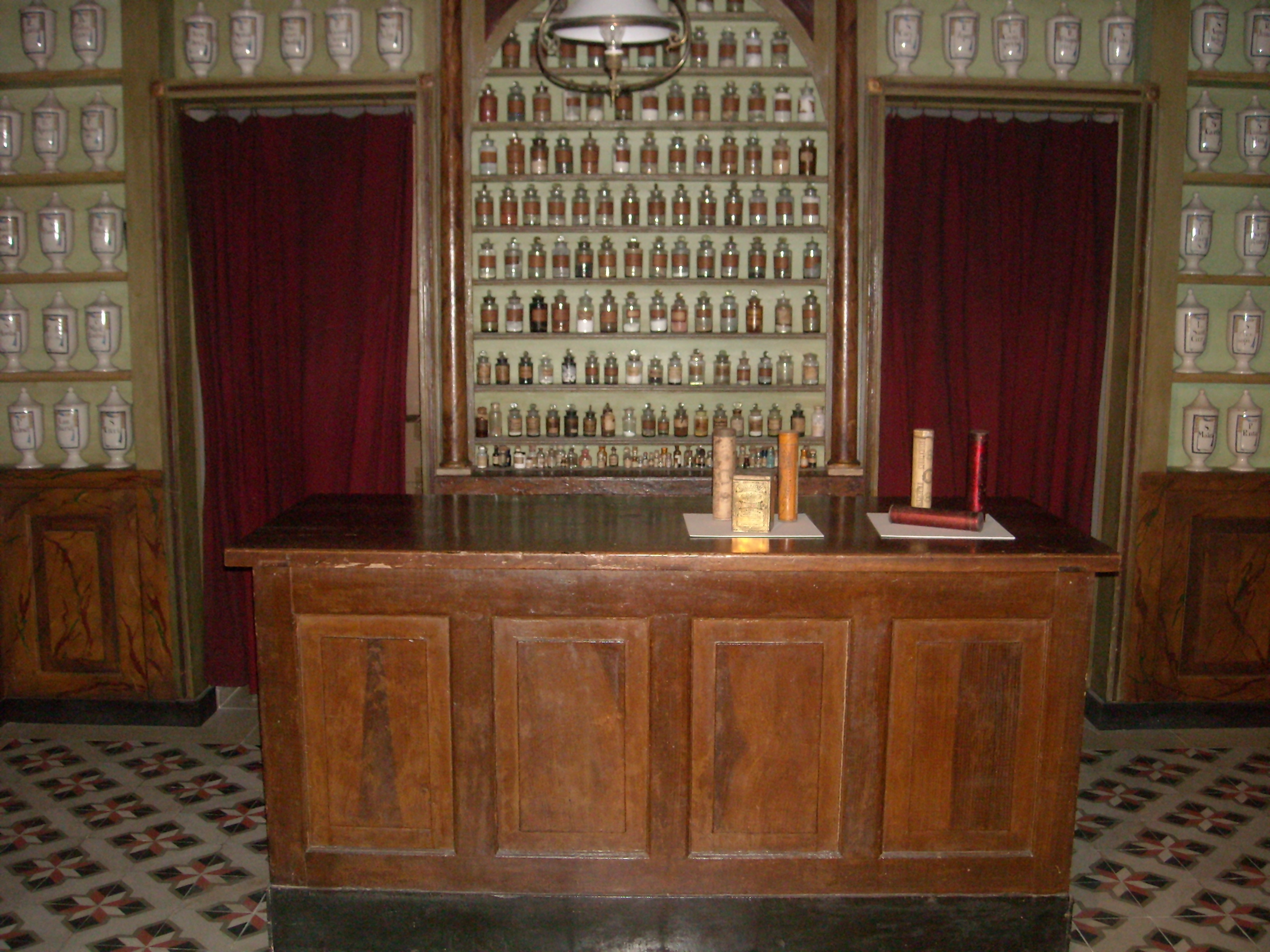
Antiga farmàcia Balvey

La reconstrucció de l'antiga farmàcia Balvey, en ús fins al 1954 permet contemplar una magnífica col·lecció de caixes de llauna de medicaments, i el mobiliari de finals del segle xviii i principis del XIX, amb envasos. El conjunt s'ha museïtzat, creant el Museu-Arxiu Tomàs Balvey, també conegut com a Museu de Cardedeu.

### Cases de pagès[13]
Actualment es poden comptar una bona seixantena de masos a Cardedeu i els seus vorals. Les dates més antigues que apareixen gravades a les pedres d'algunes d'aquestes cases són del segle xvi (la Fleca Vella, 1550; can Bellsolar, 1587). Sembla que és en aquest segle quan es consoliden i es reedifiquen les masies més importants, que arribaran, sense gaires modificacions, fins a començaments del segle xx i moltes fins a l'actualitat.
En documents escrits, però, ja es troben referències a cases de pagès des del segle x i, a partir del segle xiii, alguns dels seus noms ja comencen a ser identificables amb els actuals. És de destacar, per exemple, que a la carta de poblament (1272) concedida pel rei Jaume el Conqueridor, hi apareguin esmentats els cognoms de Lledó i de Montells. Can Lledó (desaparegut cap a 1915, amb la construcció de la Plaça de Sant Joan) i can Montells, juntament amb can Diumer, la Casa Nova (el Mas del Pla) i can Suari del Fou, són algunes de les cases de pagès més antigues de Cardedeu.

## Cultura
Cal mencionar el Museu-Arxiu Tomàs Balvey, que deu el seu nom a la figura de l'historiador local Tomàs Balvey i Bas (1865-1954), a qui va dedicat el museu.
La Biblioteca Pública Marc de Vilalba de Cardedeu és un equipament important del municipi, que va ser ampliada i inaugurada l'any 2010. Li dona nom l'abat de Montserrat i polític Marc de Vilalba, 13è President de la Generalitat. Inaugurada el 17 d'agost de 1947 sota el nom de Biblioteca Popular Marc de Vilalba. El primer edifici fou a la desapareguda Mongia situada a la plaça Sant Corneli que fins llavors era l'antiga escola de nenes. Amb aquest servei municipal es culminaven diverses iniciatives privades i d'associacions que creaven el seu propi fons bibliogràfic: L'Ateneu de Cardedeu, l'Associació Cultural Els Tres Pins i l'Ateneu Obrer.
La Tèxtil Rase fàbrica de cultura, és un equipament que vol fomentar la formació, la creació i la participació de tota la ciutadania, i potenciar el teixit associatiu i cultural.
Pel que fa al teatre i cinema val a destacar dos equipaments amb un gran pes al municipi. El Teatre Auditori Cardedeu on s'hi programen musicals, conferències, s'hi fan xerrades i reunions, així com evidentment obres de teatre i tot un ventall d'activitats relacionades amb les arts escèniques. I el Cinema Esbarjo que és al referent del municipi. Té una programació permanent amb el passi de pel·lícules normalment de cinema alternatiu o fora dels circuits comercials.
Altres entitats i equipaments són Vil·la Paquita, la Sala Sarau i l'Oficina de Català de Cardedeu. També s'ha de parlar de l'Agrupació Coral Cardedeuenca, una entitat molt antiga del poble, amb una trajectòria de més de 100 anys. A Cardedeu es troba també el Grup Viver de Bell-lloc, entitat dedicada a l'assistència social i inserció laboral de persones amb discapacitat intel·lectual, declarada d'utilitat pública.

## El Camí
El Camí dels Països Catalans té la seu nacional a Cardedeu, amb la qual cosa tots els que fan el camí tenen parada obligatòria a la vila. El camí per tant fa de dinamitzador tant cultural com econòmic del poble.

## Mitjans de comunicació

### Ràdio i Televisió Cardedeu
Cardedeu compta amb la televisió local més antiga de tot l'estat. La Televisió de Cardedeu emet com a mínim cada setmana un informatiu. També s'emet una programació regular de ràdio des de les instal·lacions de la Mongia.

### Premsa escrita
Es publica una revista comercial anomenada "Ull a l'Ull", un periòdic mensual "El Nas de Cardedeu" i un fulletó editat des de l'Ajuntament que es diu "La Vila"

## Transport

### Ferrocarril
Cardedeu disposa d'una estació que es troba a la línia Barcelona-Girona-Portbou i hi tenen parada trens de Rodalies de Catalunya de la línia R2 Nord dels serveis de rodalia de Barcelona, operats per Renfe Operadora.
| Línia | <<       |                       | >>                           | Estació  |
| ----- | -------- | --------------------- | ---------------------------- | -------- |
|       | Aeroport | per Granollers Centre | Sant Celoni Maçanet-Massanes | Cardedeu |

### Autobús
Els serveis d'autobusos de Cardedeu són gestionats per l'empresa Sagalés.

#### Línies urbanes
El BUC' o Bus Urbà de Cardedeu és un servei d'autobús gestionat per l'empresa Sagalés que consta de 25 parades.
El servei té un horari regular que cobreix les necessitats de transport escolar i que té com a punt de sortida inicial l'estació de trens de Rodalies de Catalunya. Les rutes cobreixen tots els barris del municipi, amb parades a la majoria d'equipaments com el pavelló municipal, la biblioteca i la piscina, a més de cobrir altres zones d'afluència com el Polígon Sud.
Els autobusos passen cada 30 minuts, des de les 6.20h fins a les 21.50 h, per les 25 parades que hi ha repartides per tot el municipi, i, ha incrementat el seu servei a l'Agost. El BUC està integrat a l'Àrea de Transport Metropolità de Barcelona i disposa d'una targeta de preu especial per les persones majors de 65 anys. Les targetes integrades es poden adquirir als estancs o a la pròpia Estació de Cardedeu.
| Línia | Servei                                         |
| ----- | ---------------------------------------------- |
| 591   | Feiners de dilluns a divendres (excepte agost) |

#### Línies interurbanes
| Línia               | Recorregut | Servei                         |
| ------------------- | --- | ------------------------------ |
| 502 520             | Barcelona - Granollers - La Roca del Vallès - La Roca Village - Nike Factory Store/Mango Outlet - Cardedeu - Llinars del Vallès - Sant Pere de Vilamajor - Sant Antoni de Vilamajor | De dilluns a divendres feiners |
| 523 Recorregut verd | Cardedeu - Cànoves (Ca l'Esmandia - Cànoves Residencial - Cànoves (nucli) - La Rosaleda) - Cardedeu                                                                                 | De dilluns a divendres feiners |
| 524 Recorregut blau | Cardedeu - Cànoves (Les Garrigues - Can Sebastianet) - Sant Pere de Vilamajor - Cànoves (Can Volart - Mirador del Montseny - Cànoves (nucli) - La Rosaleda) - Cardedeu              | De dilluns a divendres feiners |
| 560                 | Granollers - Cardedeu - Llinars del Vallès - Vilalba Sasserra - Santa Maria de Palautordera - Sant Celoni                                                                           | De dilluns a divendres feiners |

#### Línies nocturnes
| Línia | Recorregut                                                                              | Servei    |
| ----- | --------------------------------------------------------------------------------------- | --------- |
| N73   | Barcelona - Granollers - Cardedeu - Llinars del Vallès - Vilalba Sasserra - Sant Celoni | Tot l'any |